# (21618) Sheikh
(21618) Sheikh (1999 JT122) – planetoida z pasa głównego asteroid okrążająca Słońce w ciągu 3,18 lat w średniej odległości 2,16 j.a. Odkryta 13 maja 1999 roku.